# Joyeux Noël, bonne année
Cet article possède un paronyme, voir Bonne année.
Pour plus de détails, voir Fiche technique et Distribution.
Joyeux Noël, bonne année (titre original : Buon Natale... Buon anno) est un film de Noël franco-italien réalisé par Luigi Comencini, sorti en 1989.

## Synopsis
Elvira et Gino sont contraints de quitter leur appartement qu'ils ne peuvent plus payer. Chacun d'eux est recueilli par une de leurs filles, aucune d'elles ne pouvant les accueillir ensemble. Elvira et Gino se retrouvent dans une curieuse situation de couple qui doit se donner rendez-vous, comme le ferait un couple d'amants, pour se retrouver.

## Fiche technique
- Titre français : Joyeux Noël, bonne année
- Titre original : Buon Natale... Buon anno
- Réalisation : Luigi Comencini
- Scénario : Cristina Comencini, Luigi Comencini, Pasquale Festa Campanile d'après le roman de Pasquale Festa Campanile
- Adaptation française: André-Georges Brunelin
- Musique : Fiorenzo Carpi
- Photographie : Armando Nannuzzi
- Direction artistique : Paola Comencini
- Montage : Sergio Buzi
- Son : Gianfranco Cabiddu
- Producteurs : Jacques Bar, Fabio Cricuolo, Luigi Patrizi
- Sociétés de production : Cité Films, TF1 Films,  ProductionTitanus
- Pays d'origine :  Italie- France
- Format : Couleurs
- Genre : comédie dramatique
- Durée : 100 minutes
- Distributeur : AFMD
- Dates de sortie :
  - Italie : 23 novembre 1989
  - France : 20 décembre 1989

## Distribution
- Virna Lisi : Elvira
- Michel Serrault : Gino
- Mattia Sbragia : Giorgio
- Consuelo Ferrara : Patrizia
- Tiziana Pini : Giannina
- Nar Sene : Abraham
- Paolo Graziosi : Pietro
- Francesca Neri